# Route Verte 1

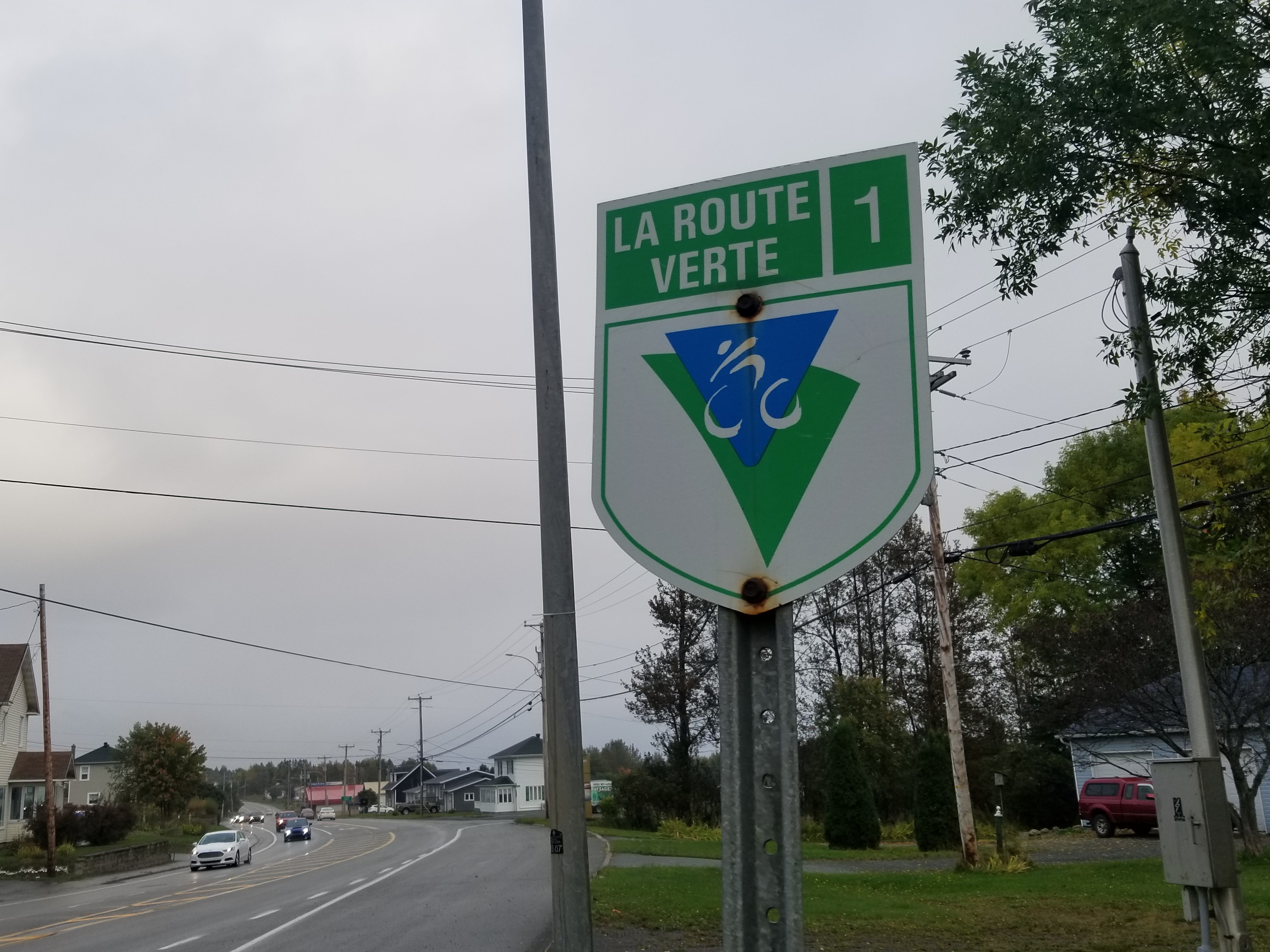
À Chandler, en Gaspésie.

La Route Verte 1 est un itinéraire cyclable du réseau québécois de la Route Verte. L'axe longe de Gatineau à Gaspé en passant par Montréal, Longueuil, Saint-Jean-sur-Richelieu, Granby, Magog, Sherbrooke, Victoriaville, Lévis, Rivière-du-Loup, Rimouski et Carleton-sur-Mer.

## Trajet
| Piste                                 | Type           |    | Villes                                                                          | Description                                                                                   |
| ------------------------------------- | -------------- | -- | ------------------------------------------------------------------------------- | --------------------------------------------------------------------------------------------- |
| Le Sentier des Voyageurs              | surtout        |    | Gatineau (d'Aylmer à Hull)                                                      | Longeant la rivière des Outaouais                                                             |
| (aucun)                               | surtout        |    | Gatineau (Hull), Thurso, Papineauville, Grenville, Saint-André-d'Argenteuil Oka | Suivant surtout les routes et , accès à la traverse Pointe-Fortune-Carillon                   |
| La Vagabonde                          | surtout        | et | Oka, Deux-Montagnes                                                             | Accès à la traverse Oka-Hudson, Traversant le Parc National d'Oka, sur l'ancienne voie ferrée |
| (aucun)                               | mixte, surtout |    | Laval                                                                           | Traversant le nord de Laval, ensuite longeant la voie ferrée CP                               |
| Axe Nord-Sud                          |                |    | Montréal                                                                        | Traversant Montréal dans l'environ de l'axe de la route , Parc Jean-Drapeau                   |
| (aucun)                               | surtout        |    | Saint-Lambert, Longueuil                                                        | Reliant les écluses au prochain piste                                                         |
| La Montée du Fort-Chambly             | surtout        |    | Longueuil, Chambly                                                              | Suivant la voie ferrée                                                                        |
| La Piste Cyclable du Canal-de-Chambly |                |    | Chambly, Saint-Jean-sur-Richelieu                                               | Longeant la rivière Richelieu                                                                 |
| La Montérégiade (I et II)             | mixte, surtout |    | Saint-Jean-sur-Richelieu, Farnham, Granby                                       | Traversant l'est de la Montérégie                                                             |
| L'Estriade                            |                |    | Granby, Waterloo                                                                | Circulant entre les monts Shefford et Bromont, sur ancienne voie ferrée                       |
| La Montagnarde                        | surtout        | et | Waterloo, Magog, Sherbrooke (Deauville)                                         | Longeant le Chemin De La Diligence, et montant le Mont Orford                                 |
| (aucun)                               | surtout        |    | Sherbrooke (Deauville, Rock Forest)                                             | Longeant surtout la rivière Magog                                                             |
| Axe du Sommet                         | mixte, surtout |    | Sherbrooke (Rock Forest), North Hatley                                          | Descendant de 320 m d'altitude à 160 m, en environ 5 km                                       |
| Axe de la Massawippi                  | surtout        |    | North Hatley, Sherbrooke (Lennoxville)                                          | Longeant la rivière Massawippi, et sur ancienne voie ferrée                                   |
| Axe de la Saint-François              | mixte          |    | Sherbrooke (Lennoxville, Fleurimont, Brompton)                                  | Longeant la rivière Saint-François                                                            |
| Sentier de la Rive                    | surtout        | et | Sherbrooke (Brompton), Windsor, Richmond                                        | Longeant la rivière Saint-François                                                            |
| Le Sentier de la Vallée               |                |    | Richmond, Danville                                                              | Sur ancienne voie ferrée                                                                      |
| Parc Linéaire des Bois-Francs         | surtout        |    | Danville, Victoriaville, Plessisville                                           | Sur ancienne voie ferrée                                                                      |
| Parc linéaire de la MRC de Lotbinière |                |    | Dosquet                                                                         | Sur ancienne voie ferrée , longeant la route                                                  |
| Parc linéaire Le Grand Tronc          |                |    | Saint-Agapit, Lévis (Chaudière-Ouest)                                           | Sur ancienne voie ferrée                                                                      |
| Carrefour des Ponts                   |                |    | Lévis (Chaudière-Ouest à Chaudière-Est)                                         | Traversant l'ouest de Lévis                                                                   |
| Parc linéaire Parcours des Anses      |                |    | Lévis (Chaudière-Est à Desjardins)                                              | Longeant le fleuve Saint-Laurent, et sur ancienne voie ferrée                                 |
| (aucun)                               |                |    | Lévis (Desjardins), Saint-Vallier                                               | Suivant la route                                                                              |
| Véloroute des Migrations              | surtout        |    | Montmagny                                                                       | Suivant surtout la route                                                                      |
| (aucun)                               | surtout        |    | L'Islet-sur-Mer, Saint-Jean-Port-Joli                                           | Suivant la route                                                                              |
| Véloroute des Doux Pays               |                |    | La Pocatière                                                                    | Longeant le fleuve Saint-Laurent                                                              |
| (aucun)                               | mixte          |    | Saint-Denis, Rivière-du-Loup, Trois-Pistoles                                    | Longeant surtout le fleuve Saint-Laurent                                                      |
| Le Littoral Basque                    |                |    | Trois-Pistoles                                                                  | Longeant le fleuve Saint-Laurent                                                              |
| (aucun)                               | mixte          |    | Saint-Fabien, Rimouski, Sainte-Flavie, Matane                                   | Longeant le fleuve Saint-Laurent                                                              |
| (aucun)                               | mixte, surtout |    | Mont-Joli, Campbellton, Bonaventure, Percé, Gaspé                               | Suivant surtout la route                                                                      |
| (aucun)                               | surtout        |    | Cap-aux-Meules, Havre-aux-Maisons                                               | Seul tronçon hors du continent (Îles-de-la-Madeleine)                                         |